# Vanuatui ásótyúk
A vanuatui ásótyúk (Megapodius layardi) a madarak osztályának tyúkalakúak (Galliformes) rendjébe és az ásótyúkfélék (Megapodiidae) családjába tartozó faj.

## Rendszerezése
A fajt Henry Baker Tristram angol ornitológus írta le 1879-ban.

## Előfordulása
A Csendes-óceán délnyugati részén, Vanuatu területén honos. Természetes élőhelyei a szubtrópusi és trópusi síkvidéki esőerdők. Állandó, nem vonuló fej.

## Megjelenése
Testhossza 45 centiméter. Tollazata fekete, arca csupasz, vörös színű. Erős lábai sárgák.

## Természetvédelmi helyzete
Az elterjedési területe kicsi, egyedszáma 2500-9999 példány közötti és csökken. A Természetvédelmi Világszövetség Vörös listáján sebezhető fajként szerepel.